# Mamed Chalidov
Mamed Saidovič Chalidov (in russo Мамед Саидович Халидов?; Groznyj, 17 luglio 1980) è un lottatore di arti marziali miste russo naturalizzato polacco.
Combatte nella divisione dei pesi medi per la promozione KSW, nella quale è stato il primo campione dei pesi mediomassimi dal 2009 al 2010, quando lasciò il titolo vacante per scendere di categoria di peso; è stato anche campione di categoria nell'organizzazione locale Full Contact Prestige.
È l'uomo immagine della KSW e delle MMA in Polonia, ed è ampiamente considerato uno dei pesi medi più forti del mondo tra quelli non sotto contratto con l'UFC; nel suo paese d'adozione è una star dello sport, ha preso parte a vari spot televisivi ed è stato prodotto pure un energy drink in suo onore dal nome MMAMED High Energy Drink.
Il suo cognome viene internazionalmente trascritto come Khalidov, mentre in lingua polacca la forma comune utilizzata è Chalidow.
È cugino di Aslambek Saidov, altro ex campione KSW.

## Carriera nelle arti marziali miste

### Inizi
Mamed Chalidov nasce a Groznyj, in Cecenia, nel 1980.
All'età di 17 anni si trasferisce assieme a diversi amici in Polonia per completare gli studi e per fuggire dai rischi delle guerre cecene che causarono la morte del nonno paterno; iniziò gli studi a Breslavia per poi completarli a Olsztyn, nel nord-est del paese, città dove ebbe inizio la sua carriera nelle arti marziali miste con l'ingresso nella palestra Arrachion MMA Fighters Team.
Mamed esordisce come professionista nel 2004 con un evento promosso dalla prestigiosa ed internazionale Shooto nella vicina Lituania, dove perde KO tecnico contro un lottatore di casa.
L'inizio di carriera è difficile e nei primi sei incontri Chalidov viene sconfitto tre volte, l'ultima di queste nel 2005 contro l'esperto Valdas Pocevičius, e curiosamente tutte e tre le volte contro lottatori lituani e negli unici tre incontri per la franchigia lituana della Shooto.
Dall'ottobre 2005 Chalidov dà il via ad una serie di vittorie che culmineranno nel 2006 con la vittoria del titolo dei pesi medi dell'organizzazione di Varsavia Full Contact Prestige.
Chalidov ottiene ulteriori importanti vittorie e ad inizio 2007 poteva vantare un record personale di 11 vittorie e 3 sconfitte.

### Konfrontacja Sztuk Walki
Mamed Chalidov fa il suo esordio nella prestigiosa promozione nazionale KSW con l'evento KSW VII il 2 giugno 2007, dove sconfigge il tedesco Alexander Stefanovic per KO tecnico nel primo round.
Contemporaneamente combatte anche in altre promozioni, ed in particolare sconfigge per sottomissione il futuro veterano dell'UFC Igor Pokrajac in un match organizzato in Croazia.
Sempre nel 2007 prende parte ai trial nazionali dell'ADCC di submission wrestling, vincendoli e dando dimostrazione del suo ottimo livello nel jiu jitsu brasiliano.
Negli anni a seguire Chalidov si confermerà il migliore talento della promozione con le schiaccianti vittorie su Martin Zawada, sull'ex K-1 Dave Dalgliesh, su Petr Ondrus ed in particolare su quel Valdas Pocevičius che firmò l'allora ultima sconfitta di Chalidov.
Successivamente ottenne il suo primo pareggio in carriera contro lo spagnolo Daniel Tabera.
Sul finire del 2008 Chalidov ha modo di confrontarsi anche negli Stati Uniti con la promozione EliteXC: in uno degli eventi della serie ShoXC sconfigge il modesto Jason Guida per KO tecnico durante la seconda ripresa.
A seguito del collasso economico della EliteXC Chalidov torna nella KSW da sfidante per il neonato titolo dei pesi mediomassimi opposto al veterano del Pride Daniel Acácio: Chalidov liquida il brasiliano in poco più di un minuto per KO e diviene il primo campione dei pesi mediomassimi KSW.

### World Victory Road
Nel 2009 Chalidov firma un contratto non esclusivo di tre incontri per la promozione giapponese World Victory Road, che gli permette così di mantenere la cintura di campione KSW.
Esordisce con l'evento Sengoku 11 contro il campione in carica dei pesi medi ed ex UFC e Strikeforce Jorge Santiago in un incontro non valido per il titolo, vincendo per KO nel primo round.
Il 7 marzo 2010 affronta nuovamente il campione brasiliano, questa volta in un match titolato sempre ospitato a Tokyo: a vincere il rematch questa volta è Jorge Santiago che ha la meglio ai punti con un punteggio fortemente discutibile; Chalidov subisce così la sua quarta sconfitta in carriera a distanza di quasi cinque anni dalla precedente, ed interrompe una serie di 18 incontri consecutivi da imbattuto.
Sempre nel 2010 combatte un ulteriore incontro per la World Victory Road, vincendo per KO contro il veterano del Pancrase Yuki Sasaki.
Quell'anno Chalidov ottiene il passaporto polacco e quindi la naturalizzazione.

### Ritorno in KSW
Chalidov difese per la prima volta il suo titolo dei pesi mediomassimi contro il giapponese Ryuta Sakurai il 7 maggio 2010: l'incontro fu combattuto prevalentemente a terra con diversi tentativi di sottomissione, e al termine venne decretato un pareggio, lasciando Chalidov campione in carica; nello stesso evento l'amico e compagno di palestra Krzysztof Kulak divenne il primo campione dei pesi medi KSW, cosa che impedirà in futuro a Chalidov di lottare per tale cintura in quanto di lì a poco lasciò vacante quella dei pesi mediomassimi per passare proprio nei pesi medi.
Nella nuova divisione di peso un Chalidov impossibilitato a lottare per il titolo viene messo ulteriormente alla prova con una serie di avversari di notevole valore, in particolare lottatori scartati dall'UFC, evidenziandosi come uno dei più forti pesi medi al mondo.
Nel 2011 avrebbe dovuto affrontare l'ex contendente al titolo dei pesi medi UFC Thales Leites, ma l'incontro saltò e Chalidov al suo posto si scontrò con l'ex campione WEC e veterano UFC James Irvin, vincendo per sottomissione in soli 33 secondi.
Successivamente se la vide finalmente con un ex contendente al titolo dei pesi medi UFC, in questo caso la medaglia d'argento olimpica di lotta greco-romana Matt Lindland, sottomettendolo con uno strangolamento in poco più di 90 secondi.
Verso fine anno sconfigge con facilità anche Jesse Taylor, il quale sostituiva l'ex campione WEC di categoria Paulo Filho.
Nel 2012 si parlò della possibilità di una sfida con l'allora campione dei pesi medi Bellator Hector Lombard, ma il tutto saltò perché il lottatore cubano era in procinto di passare in UFC.
Nel maggio 2012 affrontò l'ex peso mediomassimo UFC Rodney Wallace, vincendo per KO sempre nel primo round; durante lo stesso evento Michał Materla, altro compagno di team di Chalidov, vinse la cintura dei pesi medi che in precedenza era stata lasciata vacante da Krzysztof Kułak a causa di numerosi infortuni.
Il 1º dicembre 2012 vinse per sottomissione nel secondo round contro Kendall Grove, veterano UFC e vincitore del torneo dei pesi medi della terza stagione del reality show The Ultimate Fighter e che sostituiva l'infortunato Melvin Manhoef; la stessa sera il cugino Aslambek Saidov divenne il primo campione dei pesi welter KSW.
In quell'anno si parlò sempre più insistentemente della possibilità che l'asso ceceno passasse in UFC, e venne reso noto che la promozione statunitense offrì un contratto a Chalidov, ma quest'ultimo la rifiutò per probabili motivazioni economiche, in quanto combatteva in KSW per circa 30.000 dollari ad incontro e poteva vantare numerosi sponsor nazionali che si sarebbero ritirati una volta che Chalidov avesse lasciato la Polonia.
Nel 2013 avvenne l'attesa sfida contro il quotato artista del KO Melvin Manhoef: Chalidov vinse per sottomissione durante il primo round.
Lo stesso anno sconfisse anche Ryuta Sakurai nel rematch tra i due atleti.
Nel 2014 sottomette dalla sua guardia la cintura nera di BJJ Maiquel Falcão, vincitore del torneo Bellator del 2012, dopo un difficile avvio di gara.
Nel dicembre dello stesso anno avrebbe dovuto affrontare l'ennesimo ex UFC nel connazionale Tomasz Drwal, ma quest'ultimo s'infortunò e, benché si vociferasse di una possibile sfida contro l'ex top 10 Francis Carmont, alla fine l'avversario designato fu l'ex contendente Bellator Brett Cooper: Khalidov vinse nuovamente ma palesò delle difficoltà nell'adattarsi ai combattimenti in gabbia.

### Risultati nelle arti marziali miste
| Risultato | Record | Avversario            | Metodo                            | Evento                                     | Data              | Round | Tempo | Città                     | Note                                        |
| --------- | ------ | --------------------- | --------------------------------- | ------------------------------------------ | ----------------- | ----- | ----- | ------------------------- | ------------------------------------------- |
| Vittoria  | 30-4-2 | Brett Cooper          | Decisione (unanime)               | KSW XXIX: Reload                           | 6 dicembre 2014   | 3     | 5:00  | Cracovia, Polonia         |                                             |
| Vittoria  | 29-4-2 | Maiquel Falcão        | Sottomissione (armbar)            | KSW XXVII: Cage Time                       | 17 maggio 2014    | 1     | 4:53  | Danzica, Polonia          |                                             |
| Vittoria  | 28-4-2 | Ryuta Sakurai         | Sottomissione (triangolo)         | KSW XXV: Khalidov vs. Sakurai 2            | 8 dicembre 2013   | 1     | 2:01  | Breslavia, Polonia        |                                             |
| Vittoria  | 27-4-2 | Melvin Manhoef        | Sottomissione (ghigliottina)      | KSW XXIII: Królewskie Rozdanie             | 8 giugno 2013     | 1     | 2:09  | Danzica, Polonia          |                                             |
| Vittoria  | 26–4-2 | Kendall Grove         | Sottomissione (achilles lock)     | KSW XXI: Ostateczne Wyjaśnienie            | 1º dicembre 2012  | 2     | 3:36  | Varsavia, Polonia         |                                             |
| Vittoria  | 25–4-2 | Rodney Wallace        | KO (pugno)                        | KSW XIX                                    | 12 maggio 2012    | 1     | 1:55  | Łódź, Polonia             |                                             |
| Vittoria  | 24–4-2 | Jesse Taylor          | Sottomissione (kneebar)           | KSW XVII: Zemsta                           | 26 novembre 2011  | 1     | 1:42  | Łódź, Polonia             |                                             |
| Vittoria  | 23–4-2 | Matt Lindland         | Sottomissione (ghigliottina)      | KSW XVI                                    | 21 maggio 2011    | 1     | 1:35  | Danzica, Polonia          |                                             |
| Vittoria  | 22–4-2 | James Irvin           | Sottomissione (armbar)            | KSW XV: Współcześni Gladiatorzy            | 19 marzo 2011     | 1     | 0:33  | Varsavia, Polonia         |                                             |
| Vittoria  | 21–4-2 | Yuki Sasaki           | KO Tecnico (pugni)                | World Victory Road Presents: Soul of Fight | 30 dicembre 2010  | 1     | 2:22  | Tokyo, Giappone           | Passa ai Pesi Medi                          |
| Parità    | 20-4-2 | Ryuta Sakurai         | Parità                            | KSW XIII: Kumite                           | 7 maggio 2010     | 4     | 3:00  | Katowice, Polonia         | Difende il titolo dei Pesi Mediomassimi KSW |
| Sconfitta | 20–4-1 | Jorge Santiago        | Decisione (unanime)               | World Victory Road Presents: Sengoku 12    | 7 marzo 2010      | 5     | 5:00  | Tokyo, Giappone           | Per il titolo dei Pesi Medi WVR Sengoku     |
| Vittoria  | 20–3-1 | Jorge Santiago        | KO (pugni)                        | World Victory Road Presents: Sengoku 11    | 7 novembre 2009   | 1     | 2:45  | Tokyo, Giappone           | Incontro di Pesi Medi                       |
| Vittoria  | 19–3-1 | Daniel Acácio         | KO (pugni)                        | KSW XI                                     | 15 maggio 2009    | 1     | 1:10  | Varsavia, Polonia         | Vince il titolo dei Pesi Mediomassimi KSW   |
| Vittoria  | 18–3-1 | Jason Guida           | KO Tecnico (pugni)                | ShoXC                                      | 10 ottobre 2008   | 2     | 4:53  | Hammond, Stati Uniti      |                                             |
| Parità    | 17-3-1 | Daniel Tabera         | Parità                            | KSW Extra                                  | 13 settembre 2008 | 3     | 3:00  | Dąbrowa Górnicza, Polonia |                                             |
| Vittoria  | 17–3   | Valdas Pocevičius     | Sottomissione (ghigliottina)      | KSW IX                                     | 9 maggio 2008     | 1     | 0:52  | Varsavia, Polonia         |                                             |
| Vittoria  | 16–3   | Petr Ondruš           | KO Tecnico (infortunio alla mano) | KSW Eliminacje II                          | 29 marzo 2008     | 2     | 5:00  | Breslavia, Polonia        |                                             |
| Vittoria  | 15–3   | Dave Dalgliesh        | Sottomissione (armbar)            | KSW VIII                                   | 10 novembre 2007  | 1     | 1:52  | Varsavia, Polonia         |                                             |
| Vittoria  | 14–3   | Martin Zawada         | Sottomissione (ankle lock)        | KSW Eliminacje                             | 15 settembre 2007 | 1     | 4:22  | Breslavia, Polonia        |                                             |
| Vittoria  | 13–3   | Igor Pokrajac         | Sottomissione (kneebar)           | Boxing Explosion 2                         | 2 agosto 2007     | 2     | 2:33  | Zagabria, Croazia         |                                             |
| Vittoria  | 12–3   | Alexander Stefanovic  | KO Tecnico (pugni)                | KSW VII                                    | 2 giugno 2007     | 1     | 3:01  | Varsavia, Polonia         | Debutto in KSW                              |
| Vittoria  | 11–3   | Tor Troeng            | Sottomissione (triangolo)         | FCP 3: Chalidov vs. Troeng                 | 25 febbraio 2007  | 1     | 0:55  | Poznań, Polonia           |                                             |
| Vittoria  | 10–3   | Michał Garnys         | Sottomissione (pugni)             | Extreme Cage 2                             | 19 novembre 2006  | 3     | 0:11  | Varsavia, Polonia         |                                             |
| Vittoria  | 9–3    | Rashid Magomadov      | Sottomissione (triangolo)         | President's Cup: Muay Thai Tournament      | 2 settembre 2006  | 1     | 2:45  | Groznyj, Russia           |                                             |
| Vittoria  | 8–3    | Jacek Buczko          | KO Tecnico (pugni)                | FCP 2: Chalidov vs. Buczko                 | 8 aprile 2006     | 1     | 4:51  | Varsavia, Polonia         | Vince il titolo dei Pesi Medi FCP           |
| Vittoria  | 7–3    | Andrzej Kosecki       | Sottomissione (colpi)             | Extreme Cage 1                             | 5 marzo 2006      | 1     | 3:27  | Varsavia, Polonia         |                                             |
| Vittoria  | 6–3    | Paweł Kryś            | KO (pugno)                        | FCP 1: Chalidov vs. Krys                   | 15 gennaio 2006   | 1     | 0:45  | Varsavia, Polonia         |                                             |
| Vittoria  | 5–3    | Andre Reinders        | KO (pugno)                        | MMA Sport 3                                | 15 ottobre 2005   | 1     | 0:39  | Varsavia, Polonia         |                                             |
| Vittoria  | 4–3    | Danielius Razmus      | Sottomissione (armbar)            | MMA Sport 3                                | 15 ottobre 2005   | 1     | 1:46  | Varsavia, Polonia         |                                             |
| Sconfitta | 3–3    | Valdas Pocevičius     | Sottomissione (rear naked choke)  | Shooto Lithuania: Gladiators 2             | 22 settembre 2005 | 1     | 3:15  | Vilnius, Lituania         |                                             |
| Vittoria  | 3–2    | Adam Skupień          | KO (calcio alla testa)            | MMA Sport 2                                | 28 maggio 2005    | 1     | 0:06  | Varsavia, Polonia         |                                             |
| Vittoria  | 2–2    | Marek Krajewski       | Sottomissione (pugni)             | MMA Sport 1                                | 18 marzo 2005     | 1     | 2:34  | Varsavia, Polonia         |                                             |
| Vittoria  | 1–2    | Paweł Klimiewicz      | Decisione (unanime)               | Shidokan Poland Gala                       | 5 dicembre 2004   | 3     | 5:00  | Varsavia, Polonia         |                                             |
| Sconfitta | 0–2    | Grazhuydas Smailis    | Sottomissione (rear naked choke)  | Shooto Lithuania: Gladiators               | 29 settembre 2004 | 1     | 1:54  | Vilnius, Lituania         |                                             |
| Sconfitta | 0–1    | Nerijus Valiukevicius | KO Tecnico                        | Shooto Lithuania: Bushido King             | 18 maggio 2004    | 1     | 4:49  | Vilnius, Lituania         |                                             |